# Pseudolabrus
Pseudolabrus és un gènere de peixos de la família dels làbrids i de l'ordre dels perciformes.

## Taxonomia
- Pseudolabrus biserialis (Klunzinger, 1880)
- Pseudolabrus eoethinus (Richardson, 1846)
- Pseudolabrus fuentesi (Regan, 1913)
- Pseudolabrus gayi (Valenciennes, 1839)
- Pseudolabrus guentheri (Bleeker, 1862)
- Pseudolabrus japonicus (Houttuyn, 1782)
- Pseudolabrus luculentus (Richardson, 1848)
- Pseudolabrus miles (Schneider i Forster, 1801)
- Pseudolabrus rubicundus (Richardson, 1840)
- Pseudolabrus semifasciatus (Rendahl, 1921)
- Pseudolabrus sieboldi (Mabuchi & Nakabo, 1997)
- Pseudolabrus torotai (Russell & Randall, 1981)[1][2][3][4][5][6][7][8]